# ستيف ليويس
ستيف ليويس (Steve Lewis) هو لاعب أولمبي لرياضة ألعاب القوى من الولايات المتحدة. شارك في الأولمبياد الصيفي في 1988–1992، وفاز بما مجموعه 4 ميداليات.

## الميداليات
| ذهب | فضة | برونز | المجموع |
| 3   | 1   | 0     | 4       |

## روابط خارجية
- ستيف ليويس على موقع الاتحاد الدولي لألعاب القوى (الإنجليزية)
- ستيف ليويس على موقع الاتحاد الأمريكي لسباقات المضمار والميدان (الإنجليزية)
- ستيف ليويس على موقع الدوري الماسي (الإنجليزية)
- ستيف ليويس على موقع أوليمبيديا (الإنجليزية)